# Ghosts (1997.)
Ghosts je kratki film u kojemu glumi američki glazbenik Michael Jackson.
Film je režirao filmski redatelj specijalnih efekata Stan Winston. Ghosts također može biti klasificirana kao duži video spot. Snimljen je i prvi puta prikazan 1996. godine zajedno s filmom Stephen King's THINNER. Godinu dana kasnije objavljen je na VHS-u širom svijeta.
Radnja filma govorio o stravičnom "Maestru" s nadnaravnim moćima, kojeg iz iz njegovog dvorca u malom gradu želi protjerati gradonačelnik. Film uključuje niz plesova koje Jackson izvodi s članovima svoje "obitelji" ghoulsima (duhovi). Sve skladbe u filmu preuzete su s Jacksonovih albuma HIStory i Blood on the Dance Floor. Film je također poznat po ranim ulogama glumca Mosa Defa.

## Radnja
Maestro (Jackson) živi sam u dvorcu na vrhu spektralnog brežuljka, s kojeg kontrolira grad "Normal Valley". Povremeno zabavlja djecu s ponekim zastrašujućim magičnim trikovima. Jedno od djece povjerava se majci, koja upozorava gradonačelnika, a on organizira građane s kojima odlazi u dvorac kako bi protjerao Maestra. Neki od građana odbijaju sudjelovati, ali se na kraju i oni pridružuju gradonačelniku u njegovom naumu.
U olujnoj noći, uzimajući baklje u ruke, svi kreću prema kući Maestra (koja nema broja, ali je navedena kao "Somewhere Else"). Kada su došli do dvorca, dočekala su ih ogromna vrata. Oni otvore vrata i provire u unutrašnjost dvorca, dok ih djeca još jednom probaju uvjeriti da Maestro nije učinio ništa loše i mole da ga ostave na miru. No, gradonačelnik im odgovara da je on vrlo čudan i da za njega nema mjesta u gradu. Mještani otvaraju vrata uz zastrašujuće škripanje. Unutrašnjost dvorca čini ga još strašnijim nego što izgleda izvana, a roditelji pokušavaju sebe i djecu uvjeriti kako ne postoje stvari poput duhova. Kada su se svi našli u unutrašnjosti dvorca, prednja velika vrata se zatvore i sama zaključaju. U tom trenutku otvaraju se druga velika vrata i otkrivaju zatamnjenu plesnu dvoranu. Neodlučni mještani prilaze plesnom podiju na kojem ih dočeka Maestro sa zastrašujućom maskom kostura, te ih pita; "Jesam li vas uplašio?". Gradonačelnik mu se ljutito obraća i naziva ga "čudakom" i "nakazom", te mu govori da nije dobrodošao u njihov grad i da plaši ljude. Maestro mu odgovara; "U pravu ste, volim plašiti ljude, ali samo iz zabave". Na to mu gradonačelnik odgovara; Hoćeš li otići ili ću morati da te povrijedim?". Maestro; "Ti ipak pokušavaš da me uplašiš? Valjda nemam izbora. Izgleda da ću morati da uplašim tebe." Nakon toga čini niz smiješnih lica, za koja gradonačelnik kaže da su "idiotizam" i "da nisu smiješna". Maestro mijenja ton glasa i pita gradonačelnika; "Reci mi...misliš li da je ovo zastrašujuće?" i potom uvlači svoje lice i razvlači ga gore-dolje sve dok ga na kraju ne svuče i otkrije svoju lubanju. Uplašeni mještani počnu trčati prema vratima koja se pred njima zatvore, a Maestro svojim magičnim moćima razbije lubanju i vrati svoje normalno lice nazad.
Nakon toga Maestro dovodi svoju obitelj duhova s kojima zajedno počinje plesati (glazbu je originalno napisao Jackson), te naizmjenično impresionirati i plašiti mještane. Tijekom plesa Maestro postaje animirani kostur, te se u jednom trenutku pretvara u ružnog demona i kroz usta ulazi u tijelo gradonačelnika. Nastavlja plesati s tijelom gradonačelnika, kada mu kroz stomak izvadi ogledalo, izobliči mu lice u nakazu i postavi pitanje; "Tko je jeziv sada? Tko je nakaza sada?".
Nakon što je završio s plesom, Maestro pita gradonačelnika i ostale; "Dakle...još uvijek želite da odem?". Na što gradonačelnik glasno odgovara s "DA". Maestro se složi tiho govoreći; U redu. Otići ću. Nakon toga padne na pod i tijelo mu se počne raspadati sve dok se ne ostane samo prah kojeg na kraju odnese vjetar. Mještanima tada bude žao, dok gradonačelnik ide prema vratima i komentira; "Zabio sam ga toj nakazi." Kada otvori vrata u čitavom okviru pojavi se ogromno unakaženo lice Maestra, a gradonačelnik sav preplašen pretrči čitavu dvoranu i skoči kroz prozor na kojemu ostane njegov oblik tijela u skoku.
Mještani se okrenu prema vratima i ugledaju Maestra ponovno normalnog kako se smije i pita ih; "Jesam li vas uplašio?", na što oni odgovaraju da je. Maestro im opet postavlja pitanje da li su se dobro zabavili, na što svi uz malu stanku potvrdno odgovaraju. Nakon toga oni shvate da Maestro nije tako loš i sklope prijateljstvo s njim. Priča završava jednim dječakom koji dolazi do svih njih hvata se za lice i pita; "Je li ovo strašno?". Kamera odlazi u drugi kadar, te izlazi iz dvorca van dok se iz njega čuju strašni krikovi.
U odjavnoj špici filma vidi se da je Michael Jackson glumio još nekoliko likova od kojih su neki gradonačelnik i razne nakaze.

## Glumci
- The Maestro/The Mayor/Ghoul Mayor/Superghoul/Skeleton - Michael Jackson
  - Danny Fer
  - Pat Dade
  - Mos Def
  - Dale Dudeck
  - Heather Ehlers
  - Shawnette Heard
  - Edwina Moore
  - Shana Mangatal
  - Loren Randolph
  - Amy Smallman
  - Seth Smith
  - John Landis

## Skladbe u filmu
- "2 Bad (filmska verzija)"
  - Dolazi s HIStory albuma
- "HIStory/Ghosts"
  - Dolazi s Blood on the Dance Floor: HIStory in the Mix
- "Is It Scary (filmska verzija)"
  - Dolazi s Blood on the Dance Floor: HIStory in the Mix

## Vanjske poveznice
- Informacije i snimke zaslona Michael Jacksonovog filma Ghosts
- Ghosts u internetskoj bazi filmova IMDb-a